# Paradise (serie televisiva)
Paradise è una serie televisiva statunitense in 56 episodi trasmessi per la prima volta nel corso di 3 stagioni dal 1988 al 1991.

## Trama
Stati Uniti, vecchio West. Il pistolero Ethan Allen Cord si vede costretto a prendere in custodia i quattro figli di sua sorella, una cantante di St. Louis morta. Data la sua "professione", inadatta per l'educazione di quattro ragazzi, Ethan affitta la fattoria di Amelia Lawson, che possiede anche la banca locale nella cittadina di Paradise, in California. Ethan cerca così di vivere una vita pacifica, ma è costantemente perseguitato dal suo passato violento e spesso i cittadini chiedono il suo aiuto per essere difesi dai violenti, dai criminali e dai pistoleri. Cord è buon amico di John Taylor, un nativo americano e uomo di medicina, che spesso gli fornisce saggi consigli e intuizioni varie sulla natura umana.
Nella terza e ultima stagione alcune modifiche vengono apportate. Una sequenza di apertura nuova introduce il nuovo titolo della serie, Guns of Paradise, un apparente tentativo di ricordare agli spettatori che la serie, nonostante il titolo, era in realtà un western. Ethan e Amelia si vedono impegnati nella costruzione di una nuova casa e Ethan si appresta a diventare sceriffo di Paradise, ruolo che egli aveva sostanzialmente ricoperto ma non ufficiosamente. In un episodio in due parti, Gene Barry e Hugh O'Brian ricoprono i loro famosi ruoli televisivi dei leggendari Bat Masterson e Wyatt Earp, in voga negli anni cinquanta. Nel 1991, nonostante una buona base di fan e un buon consenso da parte della critica, dopo 3 stagioni, la serie fu cancellata per gli ascolti che non soddisfacevano le attese. La CBS la sostituì con la serie La signora del West.

## Personaggi
- Ethan Allen Cord (56 episodi, 1988-1991), interpretato da Lee Horsley.
- Claire Carroll (56 episodi, 1988-1991), interpretata da Jenny Beck.
- Joseph Carroll (56 episodi, 1988-1991), interpretato da Matthew Newmark.
- Ben Carroll (56 episodi, 1988-1991), interpretato da Brian Lando.
- George Carroll (56 episodi, 1988-1991), interpretato da Michael Patrick Carter.
- Amelia Lawson (56 episodi, 1988-1991), interpretata da Sigrid Thornton.
- John Taylor (56 episodi, 1988-1991), interpretato da Dehl Berti.
- Charlie (37 episodi, 1988-1991), interpretato da James Crittenden.
- Scotty McBride (34 episodi, 1988-1990), interpretato da Mack Dryden.
- Tiny (25 episodi, 1988-1991), interpretato da John Bloom.
- Axelrod (15 episodi, 1989-1991), interpretato da Michael Ensign.
- Carl (15 episodi, 1989-1991), interpretato da Will Hunt.
- Dakota (13 episodi, 1991), interpretato da John Terlesky.
- Wade (12 episodi, 1988-1991), interpretata da Randy Crowder.
- Mr. Lee (11 episodi, 1988-1990), interpretato da Benjamin Lum.
- Mr. Dodd (9 episodi, 1988-1991), interpretato da F. William Parker.
- William (9 episodi, 1988-1991), interpretato da Louis Plante.
- Pearl (9 episodi, 1988-1991), interpretato da Gay Hagen.
- Henderson (8 episodi, 1989), interpretato da Warren Munson.
- Baxter (8 episodi, 1988-1991), interpretato da John Miranda.
- Mary McBride (6 episodi, 1989-1990), interpretata da Rebecca Balding.
- Margaret (6 episodi, 1988-1990), interpretata da Julianna McCarthy.
- P. J. Brakenhouse (5 episodi, 1988-1989), interpretato da Nicolas Surovy.
- Jackie (5 episodi, 1990-1991), interpretata da Marcia Solomon.

## Produzione
La serie, ideata da David Jacobs e Robert Porter, fu prodotta da Lorimar Productions e girata a Sonora, Columbia, Los Angeles, nella Vasquez Rocks Natural Area Park, negli studios della Warner Brothers a Burbank e nel Walt Disney's Golden Oak Ranch in California. Le musiche furono composte da Jerrold Immel.

### Registi
Tra i registi della serie sono accreditati:
- Michael Lange (6 episodi, 1989-1990)
- Robert Scheerer (4 episodi, 1988-1989)
- Cliff Bole (4 episodi, 1989-1991)
- Michael Caffey (3 episodi, 1988-1989)
- Nick Havinga (2 episodi, 1988-1989)
- Joseph L. Scanlan (2 episodi, 1988)
- Peter Crane (2 episodi, 1989)
- Harry Harris
- Richard M. Rawlings Jr.

## Distribuzione
La serie fu trasmessa negli Stati Uniti dal 1988 al 1991 sulla rete televisiva CBS. In Italia è stata trasmessa su RaiUno, RaiDue e successivamente da 7 Gold con il titolo Paradise.
Alcune delle uscite internazionali sono state:
- negli Stati Uniti il 27 ottobre 1988 (Paradise o Guns of Paradise)
- nel Regno Unito il 27 aprile 1990
- in Francia il 22 novembre 2000 (Le cavalier solitaire)
- in Italia (Paradise)

## Episodi
| Stagione         | Episodi | Prima TV USA | Prima TV Italia |
| ---------------- | ------- | ------------ | --------------- |
| Prima stagione   | 22      | 1988-1989    |                 |
| Seconda stagione | 21      | 1989-1990    |                 |
| Terza stagione   | 13      | 1990-1991    |                 |